# Zygostates cornigera
Zygostates cornigera är en orkidéart som först beskrevs av Célestin Alfred Cogniaux, och fick sitt nu gällande namn av Antonio Luiz Vieira Toscano. Zygostates cornigera ingår i släktet Zygostates och familjen orkidéer. Inga underarter finns listade i Catalogue of Life.